# گروه گلات
گروه گلات (انگلیسی: Glatt group) شرکت صنایع سنگین آلمانی است، که در سال ۱۹۵۴ تأسیس شد.